# Aenictus rotundatus
Aenictus rotundatus é uma espécie de formiga do gênero Aenictus.